# Малиновоозёрский поссовет
Малиновоозёрский поссовет — муниципальное образование со статусом городского поселения и административно-территориальное образование в Михайловском районе Алтайского края России. 
Административный центр — рабочий посёлок Малиновое Озеро.

## Население
| 2010  | 2011  | 2012  | 2013  | 2014  | 2015  | 2016  |
| ----- | ----- | ----- | ----- | ----- | ----- | ----- |
| 3586  | ↘3575 | ↘3529 | ↘3420 | ↘3353 | ↘3263 | ↘3180 |
| 2017  | 2018  | 2019  | 2020  | 2021  |       |       |
| ↘3090 | ↘3030 | ↘2990 | ↘2952 | ↘2680 |       |       |

По результатам Всероссийской переписи населения 2010 года, численность населения муниципального образования составила 3586 человек, в том числе 1611 мужчин и 1975 женщин. Оценка Росстата на 1 января 2012 года — 3529 человек.

## Состав городского поселения
В состав городского поселения входит один населённый пункт — пгт Малиновое Озеро.